# Joan Panisello i Chavarria
Joan Panisello Chavarria és un ceramista català nascut a Tortosa (Baix Ebre) l'any 1944.

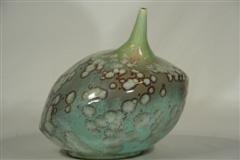
Nenúfars
33x33x33cm
Porcellan, esmalt cristal·lí
Any 1993

Amb vint-i-un anys obté la diplomatura de mestre d'Educació Primària (1965). Es formà a l'Escola d'Arts i Oficis de Tortosa i a la de Tarragona així com en altres escoles de ceràmica de la Bisbal d'Empordà, Barcelona i Girona. L'any 1975 es graduà en arts aplicades i oficis artístics, especialitat ceràmica, per l'Escola de la Llotja de Barcelona. Exerceix del 1998-2005 de professor de l'àrea Visual i Plàstica de l'IES Joaquim Bau. Per ordre cronològic es poden destacar sis períodes en l'obra de Panisell: figures concèntriques, simètriques; formes asimètriques; murals, plafons i figures bidimensionals; Rakú; Binomi arbre-home i La conquesta del Cosmos.
L'any 1991 és premiat amb la Medalla d'Or al II Saló Internacional Gran Ducat de Luxemburg i Medalla de Plata del Gran Prix Internacional París. L'any 1992 se li atorga el reconeixement de «Tortosí de l'any 1991». El 2020 rep el premi Lo Grifonet, que atorga Òmnium Cultural a les Terres de l'Ebre. El setembre de 2023 rep la insígnia i el diploma acadèmic per part de la Reial Acadèmia Catalana de Belles Arts de Sant Jordi.
És membre de l'Acadèmia Internacional de Ceràmica des del 2013.
Viu a la localitat de Jesús.